# Емміт Кінг
Емміт Кінг (англ. Emmit King; нар. 24 березня 1959 — пом. 28 листопада 2021) — американський легкоатлет, який спеціалізувався в бігу на короткі дистанції.
Дружина — Ліллі Лезервуд (нар. 1964) — олімпійська чемпіонка з естафетного бігу 4×400 метрів (1984).
Пішов з життя, маючи 62 роки.

## Спортивні досягнення
Чемпіон світу з естафетного бігу 4×100 метрів (1983).
Бронзовий призер з бігу на 100 метрів на чемпіонаті світу (1983).
Бронзовий призер з естафетного бігу 4×100 метрів на Панамериканських іграх (1979).
Чемпіон США з бігу на 100 метрів (1988).
Чемпіон США в приміщенні з бігу на 60 ярдів (1984) та 55 метрів (1988).
Ексрекордсмен світу з естафетного бігу 4×100 метрів (1983).